# Schlacht bei Mursa
Die Schlacht bei Mursa wurde 351 zwischen einer (ost-)römischen Armee unter dem Kaiser Constantius II. und einem (west-)römischen Heer des Usurpators Magnus Magnentius ausgetragen. Magnentius, ein römischer General von vielleicht fränkischer Herkunft, hatte sich 350 in Gallien gegen Kaiser Constans erhoben, den er alsbald töten ließ. Von seinen Truppen zum Kaiser ausgerufen, kontrollierte er schnell einen Großteil der Westhälfte des Römischen Reiches, während die Osthälfte weiterhin Kaiser Constantius II., dem Bruder des gestürzten Constans, unterstand. Magnentius bemühte sich zunächst darum, von diesem als Mitherrscher anerkannt zu werden. Constantius II. aber brach angesichts der Ereignisse im Westen einen von ihm zu dieser Zeit gegen die persischen Sassaniden geführten Feldzug ab und führte eine große Armee nach Westen. Magnentius zog ihm mit seinen Truppen entgegen. Schließlich trafen beide Heere bei Mursa (Osijek) aufeinander.
Vor der Schlacht entsandte Constantius II. seinen Prätorianerpräfekten Flavius Philippus ins Lager des Magnentius, um diesen zum Rückzug nach Gallien zu bewegen. Zwar blieb diese Mission erfolglos, doch lief in der Folge einer von Magnentius’ Heerführern mit seinen Truppen zu Constantius II. über. Damit vergrößerte sich die ohnehin gegebene Übermacht der östlichen Truppen weiter.
Die nun bei Mursa zwischen den beiden Armeen ausgetragene erbitterte Schlacht, in der schließlich die Einheiten Constantius’ II. die Oberhand behielten, war eine der blutigsten in der gesamten Geschichte des Römischen Reiches. Nach Zonaras (13,8,17) soll Magnentius über zwei Drittel seiner Männer verloren haben, während Constantius II. die Hälfte seiner Armee einbüßte. Unter anderem scheint die bis dahin in Mainz stationierte Legio XXII Primigenia völlig aufgerieben worden zu sein. Insgesamt sollen in der Schlacht über 54.000 Soldaten gefallen sein. Berücksichtigt man, dass das Römische Reich von äußeren Feinden umgeben war, so dürfte der Verlust so vieler gut ausgebildeter Soldaten in einem Bürgerkrieg zu einer erheblichen Schwächung des Reichs geführt haben. Zu einem ähnlich desaströsen Ergebnis sollte später auch die noch blutigere Schlacht am Frigidus führen.
Dem Ausgang des Konflikts zwischen Magnentius und Constantius II., der von dem Ergebnis der Schlacht bei Mursa maßgeblich beeinflusst wurde, kam auch in religiöser Hinsicht eine Bedeutung zu. Magnentius hatte den Anhängern des Heidentums wieder etwas mehr Rechte eingeräumt. Constantius II. hingegen war ein überzeugter Christ, der bei Mursa sogar das Schlachtfeld verlassen haben soll, um am nahe gelegenen Grab eines christlichen Märtyrers zu beten. In diesem Zusammenhang ist wohl auch die fromme Legende zu sehen, nach der dem damaligen Bischof von Mursa die Nachricht des Sieges Constantius II. in der Schlacht bei Mursa von einem Engel überbracht worden sein soll.
Nach seiner Niederlage gab sich Magnentius indes noch nicht geschlagen. Er zog sich vielmehr mit den Resten seiner Truppen nach Gallien zurück, wo er zwei Jahre später am Mons Seleucus endgültig besiegt wurde und daraufhin Selbstmord beging.

## Weblink
- Battle of Mursa. In: Encyclopædia Britannica.

## Anmerkung
1. ↑  Dass Magnentius als erster Kaiser großflächige Christogramme auf seine Münzen prägen ließ, zeugt davon, dass Magnentius ebenfalls ein überzeugter Christ war.